# سانتیاگو پرز (دوچرخه‌سوار)
سانتیاگو پرز (اسپانیایی: Santiago Pérez‎؛ زادهٔ ۵ اوت ۱۹۷۷) دوچرخه‌سوار اهل اسپانیا است. وی در مسابقات تور دو فرانس شرکت کرده است.